# Австралийские змеиношеие черепахи
Австралийские змеиношеие черепахи, или змеиношейные черепахи (лат. Chelodina), — род змеиношеих черепах (Chelidae).

## Внешний вид и строение
Длина панциря варьирует от 15 см у Chelodina steindachneri до 48 см у Chelodina expansa. Общая длина тела может достигать 85 см у Chelodina expansa. Карапакс относительно низкий и удлинённый с  уплощёнными позвоночными щитками. Пластрон жёстко сочленяется с карапаксом. Шея очень длинная, по длине обычно приблизительно равна или превышает панцирь. От других змеиношеих черепах отличаются наличием лишь четырёх когтей на пальцах передних лап. У многих видов имеются пахучие железы, при тревоге выделяющие вязкий секрет. Окраска взрослых черепах в целом однотонная, с коричневатым или черноватым карапаксом. У некоторых видов на шее могут быть полосы. Новорождённые черепахи могут иметь яркий рисунок.

## Ареал
Австралийские змеиношеие черепахи обитают в Австралии, на Новой Гвинее, островах Торресова пролива, также на некоторых островах южной части Малайского архипелага — Тимор, Роти.

## Образ жизни
Приурочены к различные пресным водоёмам, змеиношеяя черепаха Зибенрока также способна жить в солоноватой воде.
Линька происходит часто. Рацион составляют водные растения, рыба, креветки, моллюски, черви, земноводные и другие водные животные.

## Размножение
В отличие от многих других черепах, для представителей рода характерно не температурозависимое, а хромосомное определение пола по системе XX/XY.
У продолговатой змеиношеей черепахи продолжительность жизни в условиях неволи может превышать 36 лет. Половой зрелости достигают при размере 15—30 см.
На Новой Гвинее и на севере Австралии сезон размножения длится в течение всего года, в южных районах Австралии он сокращается до ноября—марта. В ходе ухаживания самцы трутся шеей о панцирь самки.
Змеиношеие черепахи делают кладки от 2 яиц у Chelodina pritchardi до 20 яиц у Chelodina expansa. Гигантская змеиношеяя черепаха делает кладки в марте—мае, остальные в зависимости от района кладки. Кладки у змеиношейных черепах могут быть до 3 раз.

## Угрозы и природоохранный статус
Некоторые виды австралийских змеиношеих черепах находятся под угрозой вымирания в связи с интенсивным сбором для торговли. Австралийские аборигены используют яйца и взрослых черепах в пищу. Популяции на севере и северо-востоке Австралии подвержены воздействию частых ураганов.

## Систематика
Род включает 17 современных и 3 ископаемых вида, объединяемые в 3 подрода:
- Подрод Chelodina (Chelodina) Fitzinger, 1826
  - Chelodina canni McCord & Thomson, 2002
  - Chelodina gunaleni McCord & Joseph-Ouni, 2007
  - Chelodina ipudinapi Joseph-Ouni & McCord, 2022
  - Chelodina longicollis (Shaw, 1794) — австралийская змеиношеяя черепаха
  - Chelodina mccordi Rhodin, 1994
  - Chelodina novaeguineae Boulenger, 1888 — новогвинейская змеиношеяя черепаха
  - Chelodina pritchardi Rhodin, 1994
  - Chelodina reimanni Philippen & Grossmann, 1990
  - Chelodina steindachneri Siebenrock, 1914
  - † Chelodina murrayi Yates, 2013[8]
- Подрод Chelodina (Chelydera) Thomson & Georges in Shea, Thomson & Georges, 2020
  - Chelodina burrungandjii Thomson, Kennett & Georges, 2000
  - Chelodina expansa Gray, 1857
  - Chelodina kuchlingi Cann, 1997
  - Chelodina kurrichalpongo (Joseph-Ouni, McCord, Cann & Smales, 2019)
  - Chelodina rugosa Ogilby, 1889
  - Chelodina parkeri Rhodin & Mittermeier, 1976
  - Chelodina walloyarrina McCord & Joseph-Ouni, 2007
- Подрод Chelodina (Macrochelodina) Wells & Wellington, 1985
  - Chelodina oblonga Gray, 1841 — продолговатая змеиношеяя черепаха
  - † Chelodina alanrixi Lapparent de Broin & Molnar, 2001[6][9] — по своей морфологии напоминает представителей подрода Macrochelodina, однако может принадлежать к стволовой группе рода[6].
  - † Chelodina insculpta De Vis, 1897 — к подроду отнесён предварительно[6][10].

Виды Chelodina colliei и Chelodina siebenrocki признаны младшими синонимами Chelodina oblonga и Chelodina rugosa соответственно.

## Содержание в неволе
Из-за привлекательности черепах часто держат в неволе. Для их содержания требуется аквариум объёмом не менее 200 литров, заполненный водой примерно на 50 см. Для змеиношеих черепах Зибенрока необходимо мелководье или участок суши. Для других видов сухие участки необходимы только в период кладки яиц. Рекомендуемая температура воды — не ниже 24 °C, для освещения используют ультрафиолетовые лампы.